# ر. إتش دبليو. ديلارد
ر. إتش دبليو. ديلارد (بالإنجليزية: R. H. W. Dillard)‏ هو مترجم وصحفي أمريكي، ولد في 11 أكتوبر 1937.